# Fabrizio Dentice
Fabrizio Dentice (Nàpols, vers 1539 - idm. vers 1581) fou un compositor, violista i intèrpret del llaüt, natural de la Campània italiana. No s'ha de confondre amb el seu pare Luigi Dentice (1510-1566) o el seu net fill Scipione Dentice (1560 - 1635).
Se sap que uns anys abans de morir va estar a Espanya, ignorant-se quelcom més de la seva vida.
Entre les seves obres cal citar: 
- una Col·lecció de Motets (Venècia, 1581);
- una d'Antífones a quatre veus;
- un Miserere, a dos cors alternats;
- Lamentacions a cinc veus (Milà, 1593), i altres composicions religioses.